# Кроты (Полтавская область)
Кроты (укр. Кроти) — село,
Давыдовский сельский совет, Лубенский район,
Полтавская область,
Украина.
Код КОАТУУ — 5323882203. Население по переписи 2001 года составляло 340 человек.

## Географическое положение
Село Кроты находится на правом берегу реки Удай, которая является правым притоком реки Сулы (бассейна Днепра); выше по течению на расстоянии в 1 км расположено село Мокляки (Прилукский район),
ниже по течению на расстоянии в 1 км расположено село Гурбинцы,
на противоположном берегу — село Антоновка (Варвинский район).
Река в этом месте извилистая, образует лиманы, старицы и заболоченные озёра.
Рядом проходит автомобильная дорога Т-2501.

## История
Точное время возникновения села неизвестно, предположительно – первая половина-середина XVII века. В период казацкого полково-сотенного административного деления село Кроты в разное время входило в разные сотни и даже в разные полки.
Начиная с 1649 года, на момент составления Зборовского договора, село Кроты входило в состав Яблуновской сотни Кропивнянского полка. После ликвидации Кропивнянского полка в 1658 году вся сотня перешла под управление Лубенского полка, но в 1672 году гетман Иван Самойлович ликвидировал Яблуневскую сотню; село Кроты перешло под управление Пирятинской сотни Лубенского полка. Яблуновская сотня в составе Лубенского полка была вновь создана в 1738 году, и село Кроты пребывало в составе этой сотни до ликвидации полково-сотенного строя.
Первая датированная информация о селе Кроты появляется под 1666 годом, в период пребывания на посаде гетмана Ивана Брюховецкого. В так называемой «Малороссийской переписной книге» указано: «Село Круты, а в немъ мещане пашуъ на 2 волахъ. Во дворѣ: Алешко Василъевъ, Ивашко Коренко, Серешка Литвинъ, Назаръ Ивановъ, Ивашко малышъ, Антошка Прихожеі, Масюшка Коленко, Стенка Шарченковъ».
В Генеральном следствии о маетностях Лубенского полка указано, что в начале XVIII века село Кроты было передано под управление Ивана Марковича: «...въ Глухове ж іюня 15 дня, 1717-го годовъ, написано, что онъ подданной нашъ гетманъ (речь идёт об Иване Скоропадском. — Прим. ред.), выдя удобность и способного до услуъ войсковыхъ ево, Івана Маркова, сотника прилуцкого полкового ... въторимъ село Къроти с приселкомъ къ нему принадлежащимъ со всѣми угодіями, позволяя до воли ево подданного нашего гетмана и войсковой онимъ владѣть, и с людей посполиттих послушаніе отбирать, и всякіе с нихъ належащіе къ своей привлакати користи; і войтъ того села Кротовъ с посполитими тамошнимы и принадлежащаго приселка людмы долженъ во всемъ ему сотнику повиноватися и послушнимъ быть».
После упразднения полково-сотенного строя территория Яблоновской сотни вошла в состав сначала Киевского наместничества, а после возникновения губерний — в Пирятинский уезд Полтавской губернии. В 1781 году в селе Кроты Киевского наместничества насчитывалось 98 дворов, из которых 52 принадлежало выборным казакам, 17 — казачьим подпомощникам, 29 — посполитым владельческим и казачим подсуседкам. Также на 1781 год в «Описании Киевского наместничества» указано, что в с. Кроты Пирятинского уезда 276 душ: «разного званія казенные люди, козаки и владелца — генералъ-маіора и кавалера Максимовича».
После создания Полтавской губернии в 1802 году село Кроты вошло в состав Сасиновской волости Пирятинского уезда этой губернии.
В начале XIX века для села было характерно переселение части жителей в Черноморско-Кубанский регион, который активно заселялся в это время жителями украинских губерний. В подтверждение этого можно сделать небольшой анализ количества прихожан местной церкви по материалам исповедных росписей:
- 1805 год — 1242 жителя (623 мужского пола и 619 женского);
- 1810 год — 1186 жителей (585+601);
- 1812 год — 1140 жителей (555+585);
- 1815 год — 1116 жителей (551+565);
- 1822 год — 946 жителей (476+470)[6].

Среди причин переселения в первую очередь следует отметить малоземелье и безземелье. Власть, которая была заинтересована в заселении территории Черноморского казачьего войска, инициировала переселенческие кампании, первая из которых пришлась на период 1809-1811 гг.. Переселения проводились за счет войсковой казны, поселенцам на новых территориях давались земли, предоставлялась свобода хозяйственной деятельности и льготы по отбыванию повинностей. Поэтому многие малоземельные и безземельные казаки переселялись на новые земли и там осваивались. 17 марта 1808 года в соответствии с докладом «О переселении из Малороссийских губерний казаков на земли Черноморского войска» были утверждены правила переселения, среди которых следует отметить: переселение должно быть добровольным; переселенцами должны быть только казаки; предпочтения тем семьям, которые нуждаются в земле, а также где много девиц и вдов, способных выйти замуж.
По данным со списка населенных мест Полтавской губернии за 1859 год, Кроты — владельческое и казачье село на реке Удай; всего 61 двор, населения 597 человек (293 — мужского пола и 304 — женского пола); в селе православная Свято-Варваринская церковь. Церковь села Кроты известна с 1774 года.
Село указано на подробной карте Российской Империи и близлежащих заграничных владений 1816 года .
На 1900 год в селе Кроты Сасиновской волости проживало около 700 жителей; на 1912 год — 449 (из них 216 мужчин и 233 женщины), также была земская школа и действовала Варваринская церковь.
После вхождение в состав СССР административно-территориальная принадлежность села несколько раз менялась (Прилукская округа, Лубенская округа), но после основания Полтавской области в 1937 году Кроты вошли в состав Давыдовского сельского совета Пирятинского района. В эти годы процессы в селе ничем не отличались от общеисторических, село очень пострадало в годы голодомора (по данным мартиролога жертв голодомора по Полтавской области, установлено 48 человек, погибших в 1932-1933 гг.).
Наглядно подтвердить трагедию голодомора в Кротах можно, сделав анализ количества смертей в селе в 1930 году и в 1933 году. Всего за 1930 год в Кротах умерло 8 человек, а только за первую половину 1933 года — 33 человека. Среди основных причин смертности в 1933 году — старость и «слабость» — именно так записывали людей, которые умирали от голода, чтобы не указывать истинную причину.

## Экономика
- Кротовский психоневрологический дом-интернат

## Объекты социальной сферы
- Школа